# Seguro multirriesgo del hogar
Seguro multirriesgo del hogar es el seguro por el que el propietario o poseedor de una vivienda (o en otras variedades, de locales comerciales) trata de cubrirse de los riesgos de que ésta sufra daños de diversa índole: derivados de cortocircuitos eléctricos, de rotura de cañerías, de averías diversas, accidentes domésticos, causados por temporales, robos, etc. También por la responsabilidad civil originada por daños o lesiones que se puedan causar a otras personas o sus bienes desde la vivienda, como puede ser la caída de objetos desde las ventanas o balcones, inundaciones en pisos inferiores, etc.
Suele incluir un servicio de reparación de averías. 
Con frecuencia las compañías aseguradoras de este ramo ofrecen paquetes que incluyen otras coberturas relacionadas más o menos directamente con el hogar o la vida familiar, como seguro de responsabilidad civil, seguro de asistencia en viaje, seguro de asistencia jurídica, etc.

## Seguro de vivienda y seguro de comunidad
En las viviendas en régimen de propiedad horizontal suele coexistir el seguro multirriesgo de cada vivienda con otro seguro de la comunidad, que cubre parecidos riesgos pero en cuanto a los elementos comunes del edificio.

## Infraseguro del hogar
Uno de los aspectos más importantes a tener muy en cuenta cuando se va asegurar un hogar es el concepto de infraseguro.
El infraseguro se produce cuando el valor del capital asegurado es inferior al valor de reposición a nuevo del objeto asegurado. En el caso del seguro de hogar se puede dar tanto en el continente (valor de la edificación) como en el contenido (ajuar, electrodomésticos, etc). Al declarar un siniestro el perito comprobará que los valores que figuran en la póliza del asegurado son reales sino fuese así a la hora de indemnizar el siniestro le aplicarían la regla proporcional que lo que dice es: 
" En el caso de existir infraseguro en el momento de producirse un siniestro, se reduce la indemnización en la misma proporción que el capital resulta insuficiente"
Lo vemos mejor con un ejemplo:
Consideremos una vivienda con un contenido asegurado de 30.000. Si se produce un robo y el valor de lo sustraído fuese de 5000 , en teoría la indemnización debería ser por ese valor. Pero si el contenido real de la vivienda fuese de 40.000 querría decir que tenemos un infraseguro de un 25% con lo cual le aplicarían la regla proporcional a la indemnización y solo le pagarían al asegurado el 75% o lo que es igual,  3.750.

## Obligación de seguro de hogar
En España los seguros de hogar no son obligatorios, al contrario de lo que ocurre con los seguros de automóvil.
Sin embargo, aunque no existe una ley que exija contratar un seguro de hogar, en la práctica es muy habitual que los propietarios lo contraten para proteger su vivienda frente a posibles daños, robos o accidentes domésticos. Además, en el caso de que la vivienda esté hipotecada, la mayoría de las entidades bancarias exigen como requisito mínimo la contratación de un seguro de incendios que cubra el valor del inmueble, como garantía de protección para el préstamo. Por tanto, aunque no sea legalmente obligatorio, en muchos casos se convierte en una condición necesaria para acceder a financiación o para proteger el patrimonio familiar.